# Protea coronata
Protea coronata är en tvåhjärtbladig växtart som beskrevs av Jean-Baptiste de Lamarck. Protea coronata ingår i släktet Protea och familjen Proteaceae. Inga underarter finns listade i Catalogue of Life.